# Mistrzostwa Oceanii w Zapasach 2023
Mistrzostwa Oceanii w zapasach w 2023 odbyły się w dniach 8-9 sierpnia w Canberze. W tabeli medalowej tryumfowali zapaśnicy Australii.

## Wyniki

### Styl klasyczny
| Konkurencja        | Złoto            | Srebro              | Brąz             |
| Kategoria do 67 kg | Ando Lehtmets    | Christian Nicolescu | Alan Latham      |
| Kategoria do 72 kg | Taylor Pickering | Guy Delumeau        | Daiziel Detudamo |
| Kategoria do 77 kg | Lowe Bingham     | Zhang Sheng         | Taavi Porter     |
| Kategoria do 82 kg | Tamahau McComb   | Adam Hextall        | Vinod Kumar      |
| Kategoria do 87 kg | Rohan Kalisch    | Nolan Puletasi      | Rikki Swete      |
| Kategoria do 97 kg | Maulao Alofipo   | Harrison Rourke     | ----             |

- Josh Failauga z Samoa Amerykańskiego w wadze 60 kg, zdobył tytuł bez walki. Jego złoty medal nie został uwzględniony w tabeli medalowej.

### Styl wolny
| Konkurencja        | Złoto             | Srebro            | Brąz          |
| Kategoria do 57 kg | Kaige Brown       | Thomas Santiago   | ----          |
| Kategoria do 61 kg | Junjun Asebias    | Suraj Singh       | David Class   |
| Kategoria do 65 kg | Gieorgij Okorokow | Ethan Aguigui     | Liam Gusti    |
| Kategoria do 70 kg | Brahm Richards    | Daiziel Detudamo  | Joshua Riley  |
| Kategoria do 74 kg | Artemios Trepca   | Ethan Thomas      | Guy Delumeau  |
| Kategoria do 79 kg | Melig Haktan      | Michael Fragomeni | Gus Barrier   |
| Kategoria do 86 kg | Jayden Lawrence   | Walid Abdo        | Ricktack Iban |
| Kategoria do 92 kg | Connor Evans      | Sateki Langi      | Rikki Swete   |
| Kategoria do 97 kg | Thomas Barns      | Maulao Alofipo    | Lachlan Reeve |

### Styl wolny - kobiety
| Konkurencja        | Złoto             | Srebro                | Brąz           |
| Kategoria do 50 kg | Tianna Fernandez  | Juliana Valencia      | Paulina Duenas |
| Kategoria do 53 kg | Mia-Lahnee Aquino | Jessica Lavers-McBain | ----           |
| Kategoria do 57 kg | Rckaela Aquino    | Irene Symeonidis      | Clare Lawler   |
| Kategoria do 62 kg | Victoria Chen     | Laralei Gandaoli      | ----           |
| Kategoria do 72 kg | Tayla Ford        | Uilau Tarkong         | ----           |

- Naomi De Bruine z Australii w wadze 76 kg, zdobyła tytuł bez walki. Jej złoty medal nie został uwzględniony w tabeli medalowej.

## Tabela medalowa
Gospodarz mistrzostw został zaznaczony kolorem.
| Poz. | Państwo             |    |    |    | Łącznie |
| ---- | ------------------- | -- | -- | -- | ------- |
| 1    | Australia           | 10 | 9  | 5  | 24      |
| 2    | Nowa Zelandia       | 3  | 1  | 6  | 10      |
| 3    | Guam                | 2  | 3  | 1  | 6       |
| 4    | Palau               | 1  | 3  | 1  | 5       |
| 5    | Nauru               | 1  | 1  | 1  | 3       |
| 6    | Samoa               | 1  | 1  | 0  | 2       |
| 7    | Polinezja Francuska | 1  | 0  | 0  | 1       |
| .    | Mikronezja          | 1  | 0  | 0  | 1       |
| 9    | Samoa Amerykańskie  | 0  | 1  | 0  | 1       |
| .    | Tonga               | 0  | 1  | 0  | 1       |
| 11   | Wyspy Marshalla     | 0  | 0  | 1  | 1       |
|      | Łącznie             | 20 | 20 | 15 | 55      |